# Irkutsk
Irkutsk (ryska: Иркутск; burjatiska och mongoliska: Эрхүү; translitteration: Erhüü) är en av de största städerna i Sibirien i Ryssland, belägen vid Bajkalsjöns strand i södra Sibirien. Den är Huvudort i Irkutsk oblast. Det är en betydande militärstad och säte för ärkebiskopen av den ryska ortodoxa kyrkan. Staden ligger 5 185 km med järnväg från Moskva. Med en befolkning på 617 473 enligt år 2010:s folkräkning och enligt den uppskattade beräkningen 2018 på 623 869 är Irkutsk den 23:e största staden i Ryssland, den 5:e största staden i Sibiriska federala distriktet och en av de största städerna i Sibirien. 
Klimatet är torrt med stora temperaturskillnader. Antalet soltimmar är över 2 000 per år.

## Etymologi
Staden Irkutsk är namngiven efter floden Irkut. Dess namn kommer troligtvis från det burjatiska ordet för "spinna" och användes som en etnonym tillsammans med lokala stammar som Yrkhu, Irkit, Irgit och Irgyt. Staden var tidigare formellt känd som Jandasjskij efter delrepubliken Tuvas före detta ledare Jandasja Gorogi.

## Geografi

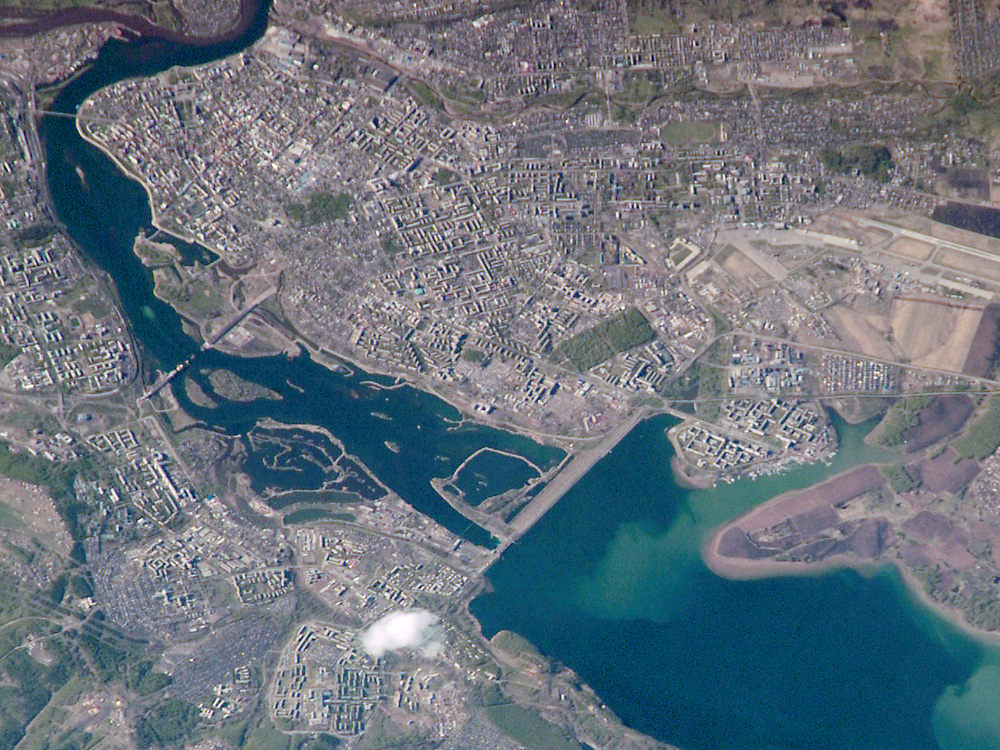
Flygfoto över Irkutsk.

Staden ligger vid Angarafloden, en biflod till Jenisej, 45 km från dess utlopp ur Bajkalsjön. Irkutsk har fått sitt namn från floden Irkut, som ansluter sig till Angarafloden vid staden.
Irkutsk ligger i ett kuperat landskap inne i tajgan som är typiskt för östra Sibirien, i kontrast till den öppna stäppen i västra Sibirien.

### Klimat
Irkutsk har ett subarktiskt klimat, som kännetecknas av stora temperaturvariationer mellan årstiderna. Sommaren är mycket varm medan vintrarna är mycket kalla. Juli är den varmaste månaden med en medeltemperatur på 18 °C medan januari är årets kallaste månad, med en medeltemperatur på -19 °C. Nederbörden varierar under året där juli är den våtaste månaden (119 mm nederbörd). Februari är den torraste månaden där snöfall dominerar.
|                               | Jan   | Feb   | Mar   | Apr   | Maj   | Jun  | Jul  | Aug  | Sep   | Okt   | Nov   | Dec   | År    |
| ----------------------------- | ----- | ----- | ----- | ----- | ----- | ---- | ---- | ---- | ----- | ----- | ----- | ----- | ----- |
| Medeltemp. (°C)               | −17,9 | −14,6 | −6,5  | 2,5   | 10,2  | 15,4 | 18,2 | 15,8 | 9,1   | 1,7   | −7,7  | −15,4 | 0,9   |
|                               |       |       |       |       |       |      |      |      |       |       |       |       |       |
| Högsta rekord (°C)            | 2,3   | 10,2  | 20,0  | 29,2  | 34,5  | 35,0 | 37,2 | 34,1 | 29,5  | 25,6  | 14,1  | 4,6   | 37,2  |
| Högsta medeltemp. (°C)        | −14,8 | −10,5 | −1,7  | 7,9   | 16,3  | 22,6 | 24,6 | 22,0 | 15,3  | 7,1   | −4,4  | −12,9 | 6,1   |
| Lägsta medeltemp. (°C)        | −25,1 | −23,4 | −15,8 | −4,8  | 1,6   | 7,6  | 11,4 | 9,3  | 2,6   | −4,4  | −14,9 | −22,7 | −6,5  |
| Lägsta rekord (°C)            | −49,7 | −44,7 | −37,3 | −31,8 | −14,3 | −6,0 | 0,4  | −2,7 | −11,9 | −30,5 | −40,4 | −46,3 | −49,7 |
|                               |       |       |       |       |       |      |      |      |       |       |       |       |       |
| Nederbörd (mm)                | 12    | 9     | 13    | 19    | 33    | 62   | 120  | 86   | 50    | 30    | 18    | 19    | 471   |
| Källa: Pogoda.ru.net samt HKO |       |       |       |       |       |      |      |      |       |       |       |       |       |

## Historia
Irkutsk växte upp kring bosättningar som etablerades 1653 av Ivan Pochabov för insamlandet av skatt från lokalbefolkningen. Irkutsk fick officiellt beteckningen stad från regeringen 1686. 1760 anlades den första vägförbindelsen mellan Moskva och Irkutsk, vilket bidrog till en snabb ekonomisk utveckling. Handeln med Kina ökade och varor som guld, diamanter, pälsar, trä, silke och te importerades.
Under de tidigare seklen har Sibirien med sitt hårda klimat varit en plats för deportering och exil.
Under tidigt 1800-tal skickades många ryska konstnärer, officerare och adelsmän i exil till Sibirien under upproret 1825 mot tsar Nikolaj I. Därmed utvecklades Irkutsk till ett intellektuellt centrum vilket har påverkat staden i stor utsträckning. Många speciellt dekorerade trähus och annan uttryck för konst överlevde Sovjetunionen och finns fortfarande kvar, vilket utgör en stark kontrast mot sovjettidens betonghus.
Irkutsk hade under 1800-talet ett rykte om sig i Ryssland för att vara en välvårdad stad med raka, breda och upplysta gator. Den 4 juli 1879 utbröt en stor eldsvåda som ödelade viktiga centrala funktioner i staden inklusive 4 000 bostäder. Staden återhämtade sig dock snabbt och 1896 introducerades elektricitet i staden. Den första biografen byggdes 1897 och en större järnvägsstation anlades 1898. År 1900 kallades Irkutsk i folkmun för Sibiriens Paris.
Under det ryska inbördeskriget som bröt ut efter Oktoberrevolutionen blev Irkutsk skådeplats för många blodiga sammandrabbningar mellan "vita" och "röda". 1920 avrättades ledaren för antibolsjevikerna och därmed lades motståndet mot bolsjevikerna ner.
Under åren med kommunism industrialiserades Irkutsk kraftigt, precis som många andra städer.

## Stadsdistrikt
Irkutsk är indelat i fyra stadsdistrikt.
| Stadsdistrikt  | Invånarantal 9 oktober 2002 | Invånarantal 14 oktober 2010 | Invånarantal 1 januari 2015 |
| -------------- | --------------------------- | ---------------------------- | --------------------------- |
| Leninskij      | 142 858                     | 143 804                      | 147 336                     |
| Oktiabrskij    | 141 742                     | 139 154                      | 150 126                     |
| Pravoberezjnyj | 111 318                     | 110 610                      | 118 501                     |
| Sverdlovskij   | 197 686                     | 194 323                      | 204 136                     |
| TOTALT         | 593 604                     | 587 891                      | 620 099                     |

## Ekonomi och infrastruktur

### Ekonomi
Medelinkomsten i Irkutsk varierar mellan 4000 och 9100 rubel. Huvudsakliga industrinäringar är timmer, aluminium och mineraler. Konsumentprodukter, turism och jordbruk är andra näringar.

### Transporter

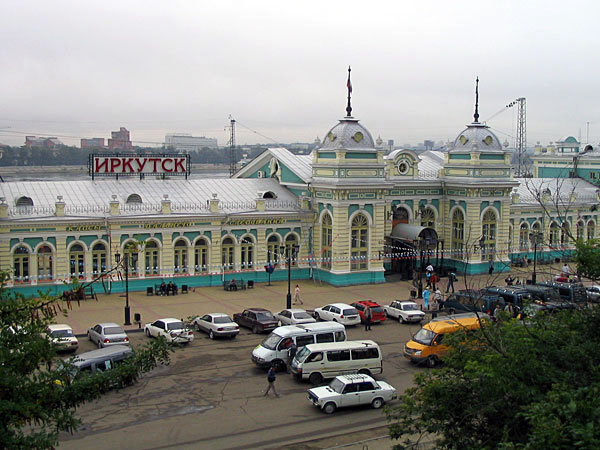
Järnvägsstation i Irkutsk.

Viktiga vägar och järnvägar som Transsibiriska järnvägen ansluter Irkutsk med andra regioner i Ryssland och Mongoliet. Irkutsk har även en internationell flygplats och en mindre flygplats för inrikesflyg.

## Kultur

### Utbildning
Flera universitet finns i staden, bland annat ett allmänt statligt universitet (1918), en högskola för ekonomi och juridik (1932), ett tekniskt institut (1939), ett jordbruksinstitut, ett medicinskt universitet, och skolor för lingvistik och pedagogik.

### Forskning
Det finns nio forskningsinstitut lokaliserade strax utanför Irkutsk där forskning bedrivs i bland annat geografi, energisystem, geokemi, styrteknik, kemi, limnologi och fysik.